# Renato Rutigliano
Renato Rutigliano (Napoli, 7 marzo 1943 – Napoli, 27 dicembre 2001) è stato un artista, attore e scrittore italiano di cinema e teatro.

## Biografia
È nato artisticamente nel gruppo di cabaret de i Cabarinieri nel 1968, gruppo che lascia per fondare il duo dei Sadici piangenti, attivo nei primi anni settanta, costituito in coppia con Benedetto Casillo e con i testi di Enrico Di Napoli. Ha poi fatto parte, negli anni ottanta, del duo I Sergenti a Sonagli con Gino Briglione dei Gipsy Fint (dei quali inizialmente faceva parte lo stesso Rutigliano).
Ha interpretato un buon numero di pellicole cinematografiche, tra cui la trilogia di Luciano De Crescenzo su Napoli: Così parlò Bellavista, Il mistero di Bellavista e 32 dicembre, tutte in coppia col partner storico Benedetto Casillo. Tra il 1982 e il 1988 ha lavorato con Ninì Grassia per quattro film: L'Ave Maria, Lo studente, 'O surdato 'nnammurato (tre in coppia con Gino Briglione) e Una banda di matti in vacanza premio. Ha partecipato anche ad altri film tra cui: Mi manda Picone e Arrapaho.

### Pubblicazioni
È autore del libro Le avventure di Robocchio: Pinocchio del 2000 a spasso per Napoli, che racconta di un Pinocchio più moderno, di latta, che ha le sembianze di uno scugnizzo napoletano. I dialoghi sono in napoletano, accompagnati da sottotitoli in italiano. Sempre sulla stessa scia, negli anni novanta scrive il musical Preta 'e Pane, che ha per protagonista un Peter Pan napoletano. È autore inoltre di alcune raccolte di testi umoristici (Diceva mio nonno, San Gennaro Superstar, L'extraterrone, Se un pensiero non è profondo, che pensiero è?), nonché del libro di ricette Favurite!.

### Conduttore
È stato il conduttore della trasmissione Guerre ascellari sull'emittente campana Telecapri.

### Morte
Muore nel 2001 dopo una breve malattia; alla sua memoria è dedicato il premio per autori e comici emergenti, ideato da Lucio Ciotola, premio Renato Rutigliano - Cabarettiamo, organizzato per la prima volta nel 2003 dall'associazione Teatroggi, per la direzione artistica dello stesso Ciotola.

## Filmografia
- L'Ave Maria, regia di Ninì Grassia (1982)
- Lo studente, regia di Ninì Grassia (1982)
- 'O surdato 'nnammurato, regia di Ninì Grassia (1983)
- Mi manda Picone, regia di Nanni Loy (1984)
- Così parlò Bellavista, regia di Luciano De Crescenzo (1984)
- Arrapaho, regia di Ciro Ippolito (1984)
- Il mistero di Bellavista, regia di Luciano De Crescenzo (1985)
- 32 dicembre, regia di Luciano De Crescenzo (1987)
- Una banda di matti in vacanza premio, regia di Ninì Grassia (1988)
- Italia chiamò – serie TV, episodio Luigi Settembrini (1992)
- Dio ci ha creato gratis – miniserie TV (1998)